# Seseli glabratum
Seseli glabratum är en flockblommig växtart som beskrevs av Carl Ludwig von Willdenow och Schult.. Seseli glabratum ingår i släktet säfferötter, och familjen flockblommiga växter. Inga underarter finns listade i Catalogue of Life.